# Muzeum Mozaiki w Stambule
Muzeum Mozaiki (tr Büyük Saray Mozaikleri Müzesi) znajduje się w Wielkim Pałacu w pobliżu Placu Sultanahmed w Stambule w Turcji. 
W 1933 pod Bazarem Arasta odkryto bizantyjskie mozaiki z VI w., z Wielkiego Pałacu w Konstantynopolu. Odsłonięto je w latach pięćdziesiątych i utworzono muzeum.
Ponieważ mozaiki znajdowały się na podłodze dziedzińca, na świeżym powietrzu, zachowały się w gorszym stanie niż mozaiki pochodzące z Hagii Sophii. Mozaiki pokrywały obszar około 2000 m², do dzisiaj zachowało się tylko 180 m². Na każdy metr kwadratowy przypada około 40 000 części mozaiki. Na wyłożenie całości zużyto więc blisko 80 milionów elementów. Chodnik ma 9 metrów długości, obramowany jest 1,5 metrowym wzorem składającym się z motywów geometrycznych i wplecionych w nie postaci zwierząt i owoców. Znajdowały się tu również cztery postacie męskie (do dzisiaj zachowały się trzy), przedstawiające najprawdopodobniej cztery pory roku. Mozaiki są bardzo realistyczne, przedstawiają sceny z polowań, mityczne stworzenia, przyrodę. 

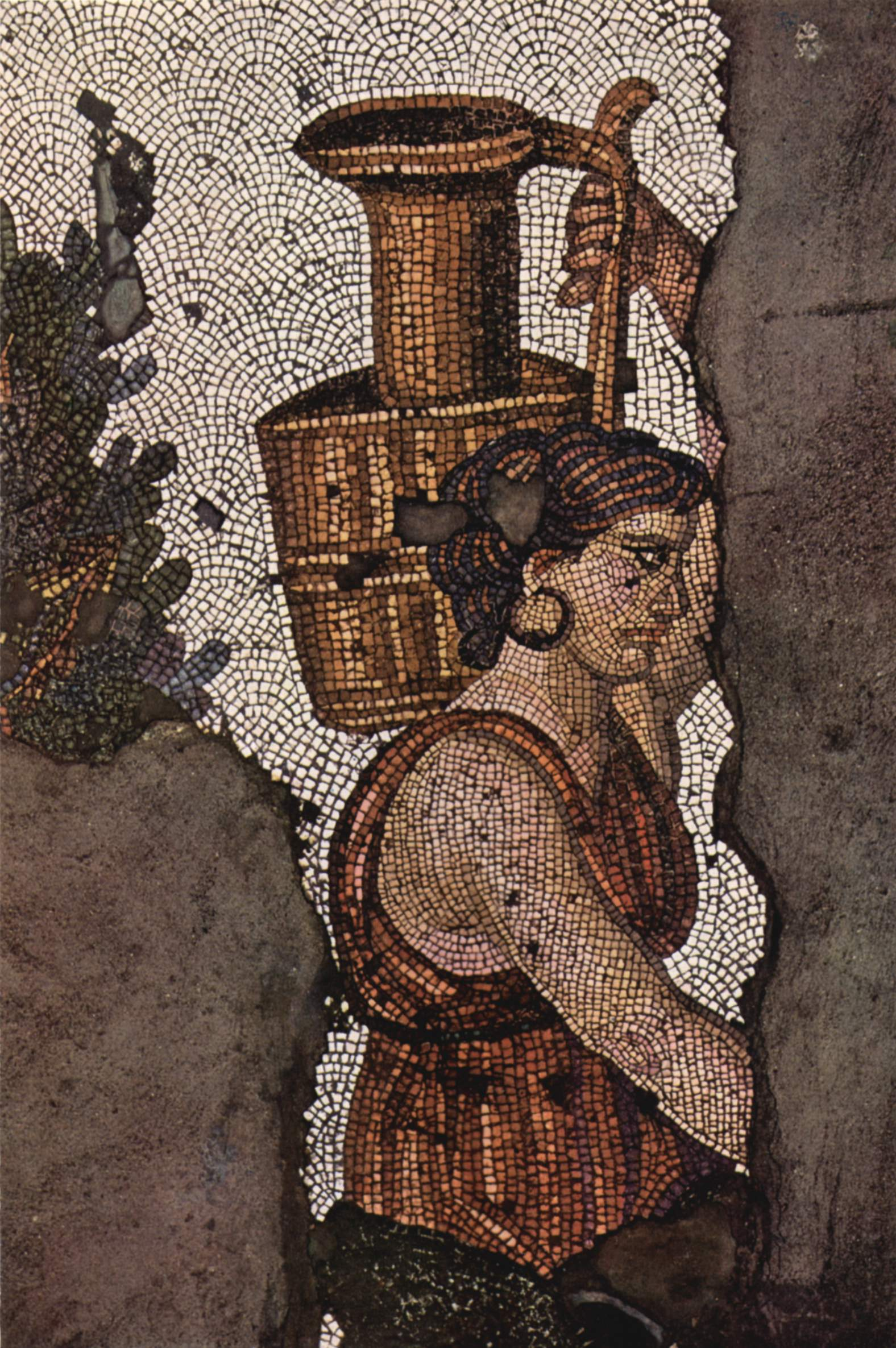
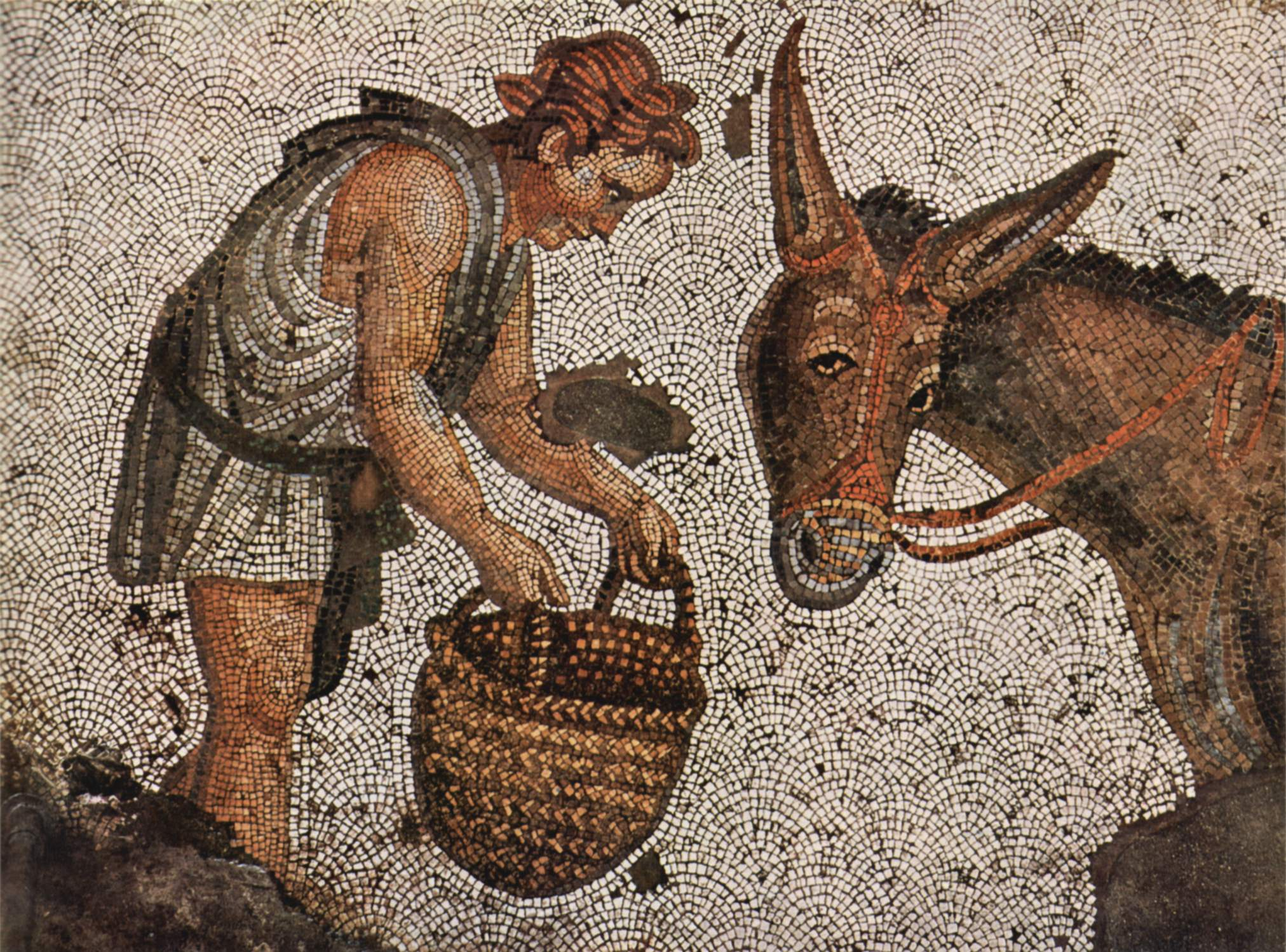
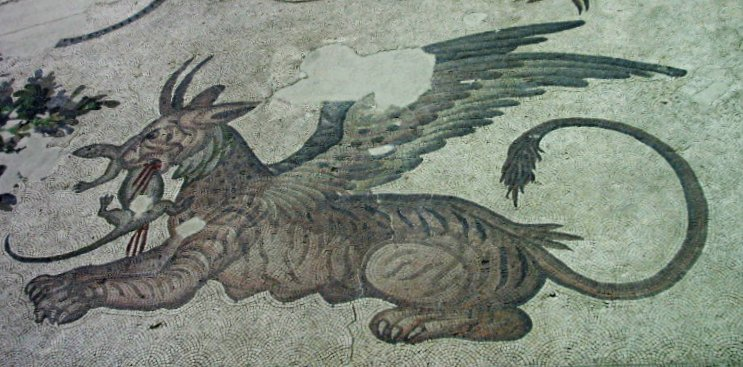
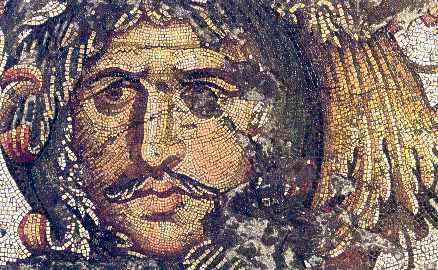